# Chanty-Mansiejsk

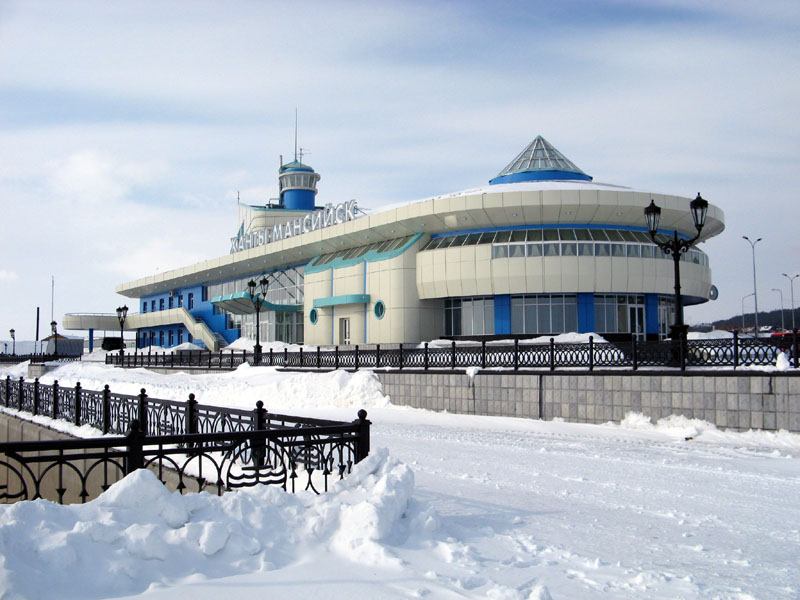
Rivierhaven en autostation

Chanty-Mansiejsk (Russisch: Ханты-Мансийск) is een Russische stad en het bestuurlijk centrum van het autonome district Chanto-Mansië en daarbinnen tevens van het district Chanti-Mansiejski. Het ligt in Zuid-West-Siberië aan de rivier de Irtysj, op 15 kilometer van haar samenstroom met de Ob, op 264 kilometer ten westen van het treinstation van Neftejoegansk, 1076 kilometer ten noordoosten van Tjoemen (per autoweg) en 2759 kilometer ten noordoosten van Moskou (per vliegtuig). De stad heeft haar eigen luchthaven. Met bijna 54.000 inwoners (2002) is het de vijfde stad van het autonome district.

## Geschiedenis

### Samarovo
In 1637 werd de selo Samarovo gesticht in opdracht van tsaar Michaël I, die er ongeveer 50 families van postiljons uit de regio's Vologda, Olonets en Perm liet onderbrengen voor het verzekeren van transportverbindingen naar Soergoet en Obdorsk. Eigenlijk bestond de plaats al eerder, daar in de Koengoerkroniek staat vermeld dat Jermak en zijn Kozakken al in 1582 een aanval uitvoerden op deze plaats, die toen de zetel vormde van de Chantische vorst Samara. Bij de gevechten werden de Chanten verslagen en werd Samara gedood. De plaats Samarovo werd naar hem vernoemd.
In 1708 werd Samarovo onderdeel van het gouvernement Siberië. Bij de eerste volkstelling in 1748 woonden er 487 postiljons. Van 1808 tot 1816 werd er gebouwd aan een stenen kerk ter ere van Maria. In 1860 voer het eerste stoomschip van Berjozovo naar Samarovo. 
Eind jaren 80 van de 19e eeuw werden door de gouverneur van het gouvernement Tobolsk, waar Samarovo toen onder viel, plannen gepresenteerd voor een telegraaflijn met een lengte van 500 wersten en een landweg tussen Samarovo en Tobolsk. In 1906 kwam de eerste groep van 20 politieke gevangenen, verbannen door de tsaristische autoriteiten, naar de plaats. In 1910 kwam uiteindelijk een telegraafverbinding tot stand tussen Samarovo, Soergoet, Tobolsk en Berjozovo. Tijdens de Russische Burgeroorlog was Samarovo een bolwerk van de partizanen, geleid door Platon Loparev, die later de titel van held van de Burgeroorlog kreeg. In 1921 vond er een opstand plaats onder de koelakken. In 1923 kwam Samarovo bestuurlijk onder de okroeg (district) Tobolsk, dat weer onderdeel was van de oblast Oeral. In 1925 werd een radiostation en een kleine energiecentrale gebouwd op een heuvel bij Samarovo. In 1930 werd een visserijkombinaat gevestigd in de plaats en kwam er een vissersvloot.

### Ostjako-Vogoelsk/Chanty-Mansiejsk
De huidige plaats werd in december 1930 gesticht als de werknederzetting Ostjako-Vogoelsk (Остяко-Вогульск), op 5 kilometer van Samarovo als bestuurlijk centrum van de gelijknamige nationale okroeg Ostjako-Vogoelski (van de Chanten en de Mantsen). Ostjako-Vogoelsk werd in 1934 onderdeel van de oblast Omsk. De plaats maakte een stormachtige groei door in de jaren 30, waarbij veel publieke gebouwen werden gebouwd. In 1940 werd de naam veranderd naar Chanty-Mansiejsk, naar de nieuwe -en eigen-namen die werden gegeven aan de tot dan toe onder de Zurjeense (Komi-)namen bekendstaande volkeren Wogoelen (Mantsen) en Ostjaken (Chanten) en werd de stad het bestuurlijk centrum van het nieuwe nationale district (okroeg) Chanto-Mansië. In 1944 werd de plaats onderdeel van oblast Tjoemen en in 1950 kreeg het de status van stad en werd Samarovo bestuurlijk onderdeel van de stad. In 1967 begon het eerste tv-kanaal met uitzendingen. In 1977 werd Chanty-Mansiejsk het centrum van het autonome district Chanto-Mansië en in 1992 opnieuw.
In 1993, toen Chanto-Mansië de status van deelgebied van Rusland kreeg, kreeg de stad de status van bestuurlijk centrum van het autonome district. Op 27 maart 1995 werd deze status verankerd in de wet. In 1996 kreeg de stad een wegverbinding met het "vasteland". Waar veel andere steden door een diepe recessie werden getroffen, maakte Chanty-Mansiejsk door de olieindustrie juist een grote economische groei door met vele nieuwe gebouwen.
In 2003 werden er de wereldkampioenschappen Biatlon gehouden en in 2005 werd hier voor de eerste keer de Gemengde Biatlon Aflossing (4×6 km) gehouden. In 2005, 2007, 2009 en 2011 werden hier ook de wereldkampioenschappen schaken gehouden. In september 2010 vond hier de 38e wereldschaakolympiade plaats.

## Klimaat
- De gemiddelde jaarlijkse temperatuur: −1,6 °C
- De gemiddelde windsnelheid: 3,1 m/s
- De gemiddelde relatieve luchtvochtigheid: 77%

| Maand                       | jan | feb | mrt | apr | mei | jun | jul | aug | sep | okt | nov | dec | Jaar |
| --------------------------- | --- | --- | --- | --- | --- | --- | --- | --- | --- | --- | --- | --- | ---- |
| Hoogste maximum (°C)        | 6   | 5   | 13  | 25  | 35  | 35  | 37  | 32  | 27  | 20  | 9   | 3   | 37   |
| Gemiddeld maximum (°C)      | −16 | −14 | −5  | 4   | 12  | 19  | 23  | 19  | 12  | 2   | −7  | −13 | 3    |
| Gemiddelde temperatuur (°C) | −21 | −19 | −9  | −2  | 6   | 14  | 18  | 14  | 8   | −1  | −11 | −17 | −2   |
| Gemiddeld minimum (°C)      | −24 | −22 | −15 | −5  | 2   | 10  | 14  | 11  | 5   | −4  | −14 | −22 | −5   |
| Laagste minimum (°C)        | −49 | −47 | −40 | −31 | −16 | −5  | 1   | −1  | −8  | −29 | −43 | −49 | −49  |
|                             |     |     |     |     |     |     |     |     |     |     |     |     |      |
| Neerslag (mm)               | 28  | 20  | 21  | 30  | 42  | 70  | 79  | 67  | 62  | 52  | 42  | 31  | 544  |
| Bron: Weer & klimaat        |     |     |     |     |     |     |     |     |     |     |     |     |      |

## Economie
De economie had in 2005 een geschatte waarde van 11,6 miljard roebel (toentertijd ongeveer 340 miljoen euro).
De stad is een toeristencentrum voor ski- en snowboardsporten. Hiervoor waren in 2005 15 hotels en 18 geneeskundige instellingen.
De grootste en snelst groeiende economische sector van de stad is de olieindustrie met 94,3% van de productie, gevolgd door de productie van elektriciteit met 2,6% en de voedingsmiddelen- en drukkerijsector. Daarnaast is er visverwerkende industrie en zijn er bosbouwbedrijven. Het belangrijkste oliebedrijf is Gazprom neft (voorheen Sibneft).
De landbouw rondom de stad bestaat uit visserij, veehouderij (vlees, melk, eieren en vossenhuiden) en veeteelt (aardappelen, groenten, cedernoten, paddenstoelen en bosbessen)

## Transport
Sinds de jaren zeventig heeft de stad een landingsbaan en sinds 2002 ook een luchthaventerminal. Sinds 1996 is er een wegverbinding met andere steden in de oblast Tjoemen; Soergoet, Neftejoegansk en Tjoemen.
In 2004 kwam een brug gereed over de Irtysj met 14 segmenten en een totale lengte van 1315,9 meter. Het hoofdsegment is 321 meter lang. Dankzij deze brug heeft de stad nu ook een verbinding met Njagan en andere steden in het westelijke deel van Chanto-Mansië. De brug is onderdeel van de Noordelijke Oost-Westverbinding.
De stad heeft een haven aan de Irtysj en heeft bootverbindingen met veel steden en dorpen in de regio rondom de stad, waaronder Salechard, Tobolsk en Omsk.
De stad heeft geen spoorverbinding; het dichtstbijzijnde station ligt in Pyt-Jach, op 232 kilometer van de stad.

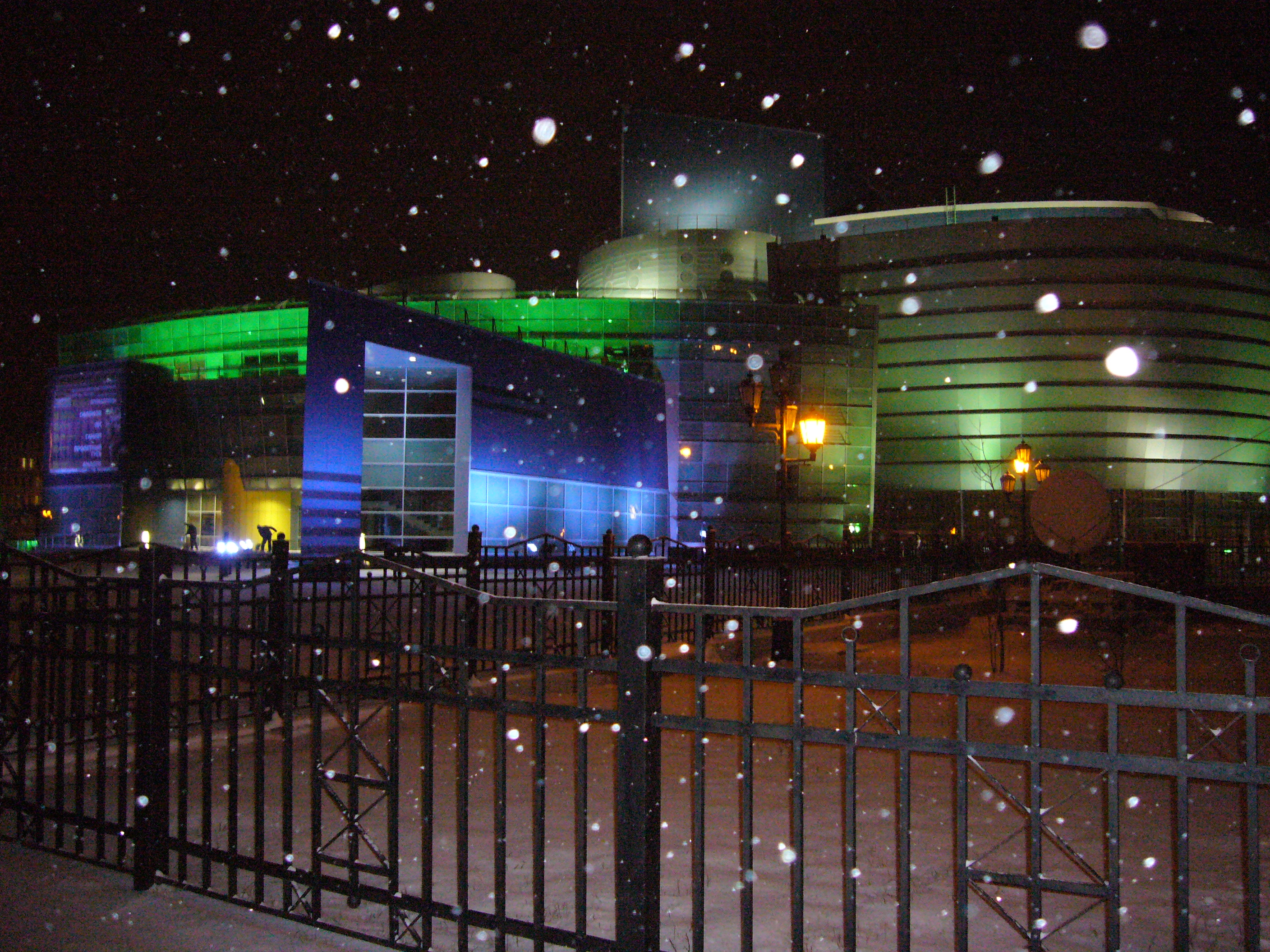
Een van de theaters van de stad

## Cultuur
De stad heeft 8 musea (onder andere Museum voor Natuur en Mens en zijn openluchtfiliaal Archeopark), 7 bioscopen, 3 bibliotheken en 2 theaters. In 2004 waren er 56 onderwijsinstellingen, waaronder 9 instituten voor hoger onderwijs (van de RAN).

## Demografie
| 1853 | 1939  | 1959   | 1970   | 1979   | 1989   | 2002   |
| ---- | ----- | ------ | ------ | ------ | ------ | ------ |
| 720  | 7.500 | 20.700 | 24.800 | 28.300 | 34.462 | 53.953 |

## Sport
IJshockeyclub Ugra Chanty-Mansiejsk speelt in de Kontinental Hockey League.
Chanty-Mansiejsk staat bekend als het Russische centrum voor de biatlon. In 2011 vonden de Wereldkampioenschappen biatlon plaats in Chanty-Mansiejsk. Verder zijn er meermaals wedstrijden voor de Wereldbeker biatlon georganiseerd.

## Geboren
- Jevgeni Dementjev (1983), langlaufer
- Svetlana Sleptsova (1986), biatlete

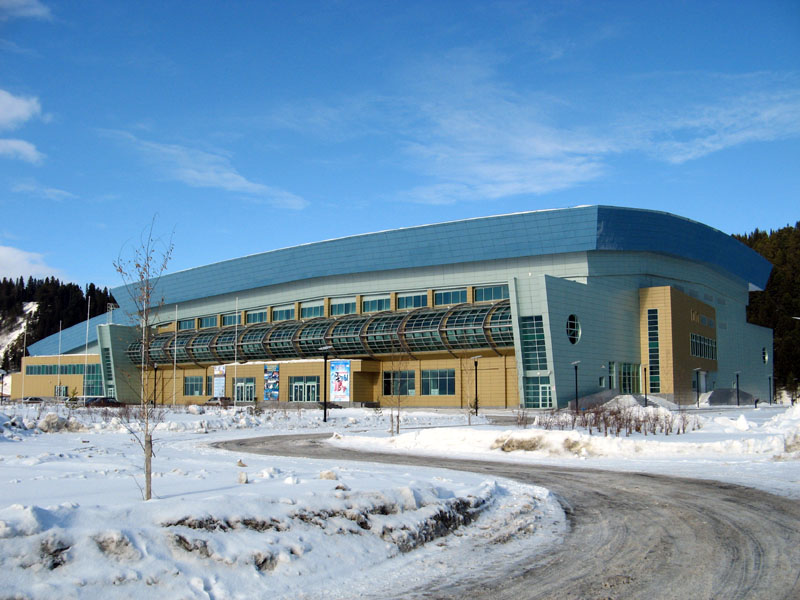
IJspaleis in Chanty-Mansiejsk
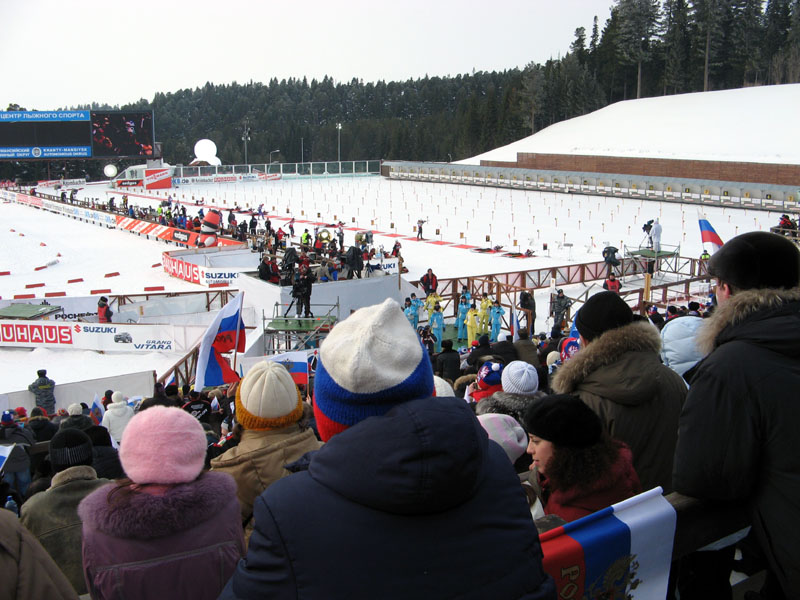
Gezicht vanaf de tribune op een deel van het skisportcentrum